# Melica rigida
Melica rigida är en gräsart som beskrevs av Antonio José Cavanilles. Melica rigida ingår i släktet slokar, och familjen gräs. Inga underarter finns listade i Catalogue of Life.